# Jeux de l'Asie de l'Est de 1940
Les Jeux de l'Asie de l'Est 1940 (東亜競技大会, litt. : Concours de l'Asie orientale) sont une compétition omnisport organisée principalement au Japon dans le cadre des célébrations du 2600e anniversaire de la fondation du Japon. Destinés à remplacer les Jeux olympiques de 1940 de Sapporo et de Tokyo, ils rassemblent uniquement les athlètes de la sphère de coprospérité japonaise.

## Liste des tournois
| Tournoi                  | Date                       | Ville hôte   | Nations participantes                                                                                             | Cadre                            |
| ------------------------ | -------------------------- | ------------ | --- | -------------------------------- |
| Amitié nippo-mandchou    | 31 août - 3 septembre 1939 | Hsinking     | Empire du Japon Mandchoukouo République de Chine                                                                  |                                  |
| Jeux de l'Asie orientale | 5 juin - 9 juin 1940       | Tokyo        | Empire du Japon Mandchoukouo République de Chine-Nankin Commonwealth des Philippines Territoire d'Hawaï Mengjiang | 2600e anniversaire du Japon      |
| Jeux de l'Asie orientale | 13 juin - 16 juin 1940     | Nara / Hyogo | Empire du Japon Mandchoukouo République de Chine-Nankin Commonwealth des Philippines Territoire d'Hawaï Mengjiang | 2600e anniversaire du Japon      |
| Jeux de l'Asie orientale | 8 août - 11 août 1942      | Hsinking     | Empire du Japon Mandchoukouo République de Chine-Nankin Mengjiang                                                 | 10e anniversaire du Mandchoukouo |

## Compétitions du 2600eanniversaire
Six pays participent aux Jeux : le Japon, la Mandchourie, les Philippines, la Chine, Hawaï et le Mengjiang. Dans un premier temps, la Thaïlande a également prévu de participer. Le nombre total de joueurs participants est supérieur à 700. Les étrangers vivant au Japon (excepté Mandchous, Coréens ou Chinois) participent également à plusieurs concours comme « étrangers ».

### Calendrier
|  | Cérémonies | C | Jour de compétition |

| Sports                     | Sports           | Sports | Toyko (juin) | Toyko (juin) | Toyko (juin) | Toyko (juin) | Toyko (juin) |    | Kansaï (juin) | Kansaï (juin) | Kansaï (juin) | Kansaï (juin) |
| Sports                     | Sports           | Sports | 5            | 6            | 7            | 8            | 9            | 13 | 14            | 15            | 16            |               |
| -------------------------- | ---------------- | ------ | ------------ | ------------ | ------------ | ------------ | ------------ | -- | ------------- | ------------- | ------------- | ------------- |
| Cérémonies                 | Cérémonies       |        | O            |              |              |              | C            | O  |               |               | C             |               |
| Athlétisme                 | Athlétisme       |        |              | C            | C            | C            | C            |    |               | C             | C             |               |
| Baseball                   | Baseball         |        |              | C            | C            | C            |              |    | C             | C             | C             |               |
| Basket-ball                | Basket-ball      |        | C            | C            |              | C            |              |    | C             | C             | C             |               |
| Boxe                       | Boxe             |        |              |              |              | C            |              |    |               |               |               |               |
| Cyclisme                   | Cyclisme         |        | C            | C            |              | C            |              |    | C             | C             | C             |               |
| Équitation                 | Équitation       |        |              |              |              |              |              |    | C             |               |               |               |
| Football                   | Football         |        |              |              | C            | C            | C            |    | C             | C             | C             |               |
| Handball                   | Handball         |        |              |              |              |              | C            |    |               |               | C             |               |
| Hockey sur gazon           | Hockey sur gazon |        |              |              |              |              | C            |    |               |               | C             |               |
| Lutte                      | Lutte            |        |              |              | C            |              |              |    |               |               |               |               |
| Natation                   | Natation         |        |              |              |              |              |              |    |               |               | C             |               |
| Rugby                      | Rugby            |        |              |              |              | C            |              |    |               |               | C             |               |
| Tennis                     | Tennis           |        |              |              | C            | C            | C            | C  | C             | C             | C             |               |
| Tennis de table            | Tennis de table  |        |              |              | C            | C            | C            | C  | C             | C             |               |               |
| Voile                      | Voile            |        |              |              | C            | C            | C            |    |               |               | C             |               |
| Volley-ball                | Volley-ball      |        |              | C            | C            | C            |              |    |               |               | C             |               |
|                            |                  |        | 5            | 6            | 7            | 8            | 9            | 13 | 14            | 15            | 16            |               |
| Jour de compétition (juin) |                  |        |              |              |              |              |              |    |               |               |               |               |

Les compétitions de base-ball et de tennis du tournoi du Kansai ont été annulées en raison de la pluie.

### Sites
Le tournoi de Tokyo a eu lieu avec comme lieu principal le Meiji-jingū Gaien pendant 5 jours du 5 au 9 juin 1940, et Kashihara et Koshien (à Nishinomiya étaient les lieux principaux pendant 4 jours du 13 au 16 juin du tournoi de Kansai.
Tokyo :
- Meiji-jingū Gaien
  - Stade du Meiji-jingū Gaien : Cérémonie d'ouverture, Cérémonie de clôture, Athlétisme, Cyclisme, Football, Rugby, Hockey
  - Meijijingu Gaien Sumo Ground : Basketball, volley-ball
  - Meiji Jingu Stadium : Baseball
  - Nippon Seinenkan : Lutte
- Denen Coliseum : Tennis
- Vélodrome Ōmiya : Cyclisme sur piste
- Auditorium Kyoritsu : Tennis de Table
- Parc d'Hibiya : Tennis
- Yokohama-Kominato : Voile
- Katase-Oiso-Odawara : Cyclisme sur route

Kansaï :
- Kashihara
  - Cérémonie d'ouverture de la salle publique extérieure au Kashihara-jingū, cérémonie de clôture, tennis, basket-ball
  - Stade Kashihara : Athlétisme, handball, volley-ball
  - Tennis de table en salle
- Koshien
  - Koshien-Vélo
  - Koshien International Club : Tennis
  - Stade Kōshien : Baseball
  - Koshien South Ground (en) : Football
  - Koshien Hama : Voile
- Hanazono Rugby Stadium : Rugby, Hockey
- Parc Sanadayama : Natation, Équitation

## Compétitions du 10eanniversaire
La commémoration du 10e anniversaire de la fondation du Mandchoukouo, il a eu lieu au National Sports Ground à Changchun, la capitale de Manchun. Il y a quatre pays participants : le Japon, le Mandchoukouo, la Chine et le Mengjiang. Dans les quatre jours du 8 au 11 août 1942, le nombre de joueurs participants était d'environ 680. En addition, l'équipe nationale du Japon et une équipe regoupant des joueurs coréens jouera un match de football le 16 août de la même année.
Les sports d'hiver ont été au programme. La compétition sur glace a eu lieu les 7 et 8 février 1943, avec plus de 70 joueurs participants. La compétition de ski a eu lieu les 20 et 21 février simultanément à un tournoi d'entraînement hivernal de l'armée du Guandong.
La cérémonie d'ouverture a été tenue en présence de l'empereur Puyi. Ce tournoi a eu lieu après le déclenchement de la guerre du Pacifique.

### Site
Epreuves d'été
- Stade Nanrei

Epreuves d'hiver
- Shinkyo Kodama Park : Compétitions sur glace
- Station de ski de Tonghua Nanshan : Compétition de ski